# Ballandella

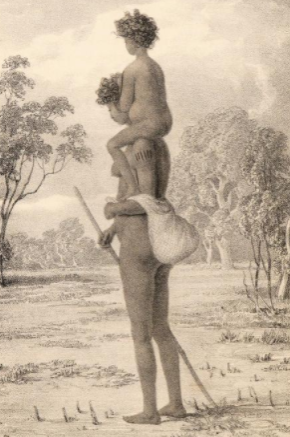
Turandurey mit ihrem Kind Ballandella begleitet Thomas Mitchell auf seiner Expedition

Ballandella  (* 1831 in New South Wales, Australien; † 1863 in Sackville Reach, New South Wales, Australien) war eine australische Aborigines-Frau. Sie war die Tochter der Dolmetscherin Turandurey.

## Leben und Werk
Ballandella war die Tochter der Wiradjuri-Frau Turandurey. Als eine der größten Gruppen von Aborigines in New South Wales verwalteten die Wiradjuri das Land der drei Flüsse: Kalare,  Wambool und Murrumbidgee River und konnten bei Expeditionen der Engländer entsprechende Führungen und das Dolmetschen übernehmen. 1835 wies der Gouverneur der Kolonie New South Wales, Richard Bourke, den Generalvermesser Sir Thomas Livingstone Mitchell an, die Vermessung des unteren Darling River abzuschließen. Am 2. Mai 1835 traf die Expedition von Mitchell in der Nähe des Kalare im mittleren Westen von New South Wales auf eine Aborigine-Gruppe, zu der auch Turandurey gehörte. Mitchell bezeichnete sie als Witwe und sie begleitete und führte als Ortskundige die Expedition mit ihrer Tochter Ballandella. Als diese vom Transportwagen fiel und ihr Bein gebrochen war, behandelte der medizinische Begleiter John Drysdale das Kind. Da die Schiene jedoch nicht gut angelegt war, musste sie wahrscheinlich dauerhaft humpeln. Turandurey trug Ballandella auf dem Rücken und lehnte Mitchells Angebot ab, beide auf einem Karren zu befördern. Ballandellas Verletzung führte dazu, dass Turandurey höchstwahrscheinlich länger als geplant an der Expedition teilnahm. Turandurey verließ die Expedition Anfang November in der Nähe des Campaspe River im Bezirk Port Phillip und heiratete König Joey von den Wiradjuri.
Ballandella wurde nach Sydney gebracht, um bei Mitchells Familie zu leben. Als Mitchell mit seiner Frau und seinen Kindern 1837 nach England zurückkehrte, wurde Ballandella zurückgelassen und in die Obhut von dem Arzt Charles Nicholson gebracht. Sie lebte wahrscheinlich bei Nicholsons Verwandten am Dyrubbin (Hawkesbury River) nördlich von Sydney, wo sein Onkel William Ascough Land besaß. Mitchell beschrieb sie 1839 in seinen Aufzeichnungen als ein Experiment ... zur Entwicklung ... der mentalen Energien der australischen Aborigines und berichtete stolz, dass sie auf einem ähnlichen Niveau wie weiße Kinder im gleichen Alter las.
Am 17. Dezember 1839 wurde Ballandella in der Presbyterianischen Kirche in Wisemans Ferry, Lower Hawkesbury, getauft. 1846 bekam sie mit dem europäischen Arbeiter Joseph Howard eine Tochter Mary. Später war sie die Partnerin von John Luke Barber, einem Dharug-Mann, mit dem sie fünf oder sechs Kinder bekam. Barber arbeitete auf einem Grundstück in Sackville Reach, wo auch die Familie mit einer Gemeinschaft von etwa 20 Aborigines lebte. Später wurde ein Teil dieses Gebietes ein Reservat der Aborigines.
Die Ballandella Street wurde 1853 in Balranald im Bezirk Riverina in New South Wales nach ihr benannt, ebenso 1887 eine Straße im Vorort Toongabbie in Sydney.  Eine ländliche Ortschaft, 20 Kilometer südlich von Echucain Victoria, trägt ebenfalls ihren Namen.